# Nokia 6720

Nokia 6720 classic este produsă de compania Nokia.Telefonul cântărește 110 g cu baterie.2,2 "de afișare a Nokia 6720 classic suportă rezoluție QVGA până la 16 milioane de culori.Sub display găsim trei butoane pe fiecare parte a tradiționalei D-pad.

Specificații
- Ecran de 2.2 inchi, rezoluție de 240 x 320 pixeli
- MicroSD până la 16 GB, card inclus de 1GB
- Procesor ARM 11 600 Mhz
- HSDPA
- HSUPA
- Bluetooth 2.0 cu A2DP
- micro-USB
- Cameră de 5 Megapixeli, lentile Carl Zeiss, focalizare automată, bliț LED
- receptor GPS
- suportă A-GPS
- Nokia Maps 3.0
- ieșire TV
- Radio FM Stereo cu RDS
- Jack AV de 3.5 mm